# Anandabazar Patrika

logo

Anandabazar Patrika is een Indiase, Bengaalse krant. Het is in het land de Bengaalse krant met de grootste oplage en de meeste lezers. Het dagblad verscheen voor het eerst als avondblad op 13 maart 1922, de oprichter was Prafulla Chandra Sarkar. Tegenwoordig is het een ochtendkrant, uitgegeven in Kolkata, New Delhi en Mumbai. De krant is in handen van ABP Group (Ananda Bazar Patrika Group). 